# NGC 5408
NGC 5408是在半人馬座的一個不規則星系。它是由約翰·赫歇爾於1834年6月5日發現的。

## 星系群資訊
NGC 5408位於半人馬座A/M83星系團的M83子群附近，這是一個相對較近的星系群。然而，現時還不清楚NGC 5408是否是該星系團的一部分。